# Andrea Pereira
Andrea Pereira (født 19. september 1993) er en kvindelig spansk fodboldspiller, der spiller forsvar for FC Barcelona i Primera División og Spaniens kvindefodboldlandshold. Hun har tidligere spillet for Atlético Madrid og Espanyol.
Hun fik sin officielle debut på det spanske landshold i marts 2016 mod Rumænien, hvor hun efterfølgende blev udtaget til EM i fodbold 2017 i Holland og VM 2019 i Frankrig. Derefter blev hun også udtaget til landstræner Jorge Vildas officielle trup mod EM i fodbold for kvinder 2022 i England.